# Scillaes Metamorphosis

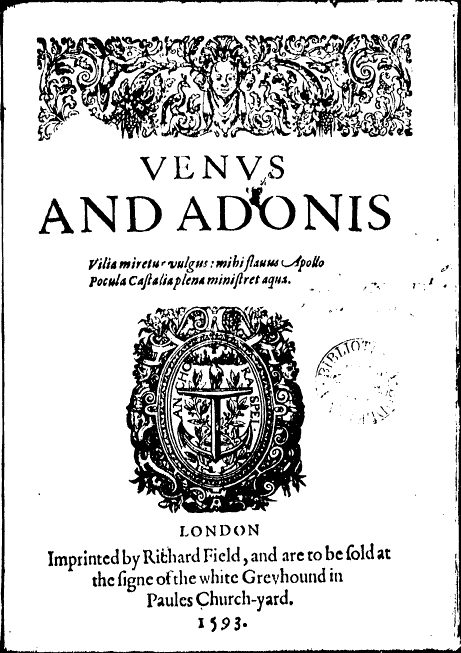
Poemat Williama Szekspira Wenus i Adonis wiele zawdzięcza dziełu Thomasa Lodge'a Scillaes Metamorphosis

Scillaes Metamorphosis: Enterlaced with the Unfortunate Love of Glaucus – poemat szesnastowiecznego angielskiego prozaika i poety Thomasa Lodge'a, znany także jako The Most Pithie and Pleasant Historie of Glaucus and Silla, albo po prostu Glaucus and Scylla, opublikowany w 1589. Utwór ten uważany jest za pierwszy w literaturze elżbietańskiej Anglii romans oparty na mitologii greckiej, a dokładniej na przekazie starogreckiej historii u Owidiusza. 

## Forma
Historia Glaukusa i Scylii jest napisana przy użyciu sekstyny, czyli strofy sześciowersowej, składającej się z wersów jambicznych pięciostopowych i rymowanej ababcc. Zwrotka ta była powszechnie wykorzystywana w okresie renesansu. Stosował ją na przykład Thomas Campion. Tej właśnie strofy William Szekspir użył w poemacie Wenus i Adonis. Uważa się, że przejął ją z omawianego poematu Lodge'a.

Scilla hath eyes, but too sweete eyes hath Scilla;
Scilla hath hands, faire hands but coy in touching;
Scilla in wit surpasseth grave Sibilla,
Scilla hath words, but words well storde with grutching;
Scilla a Saint in looke, no Saint in scorning:
Looke Saint-like Scilla, least I die with mourning.

Thomas Lodge napisał także prozatorskie dzieło Rozalinda (Rosalynde: Euphues Golden Legacie, 1590), na którym Szekspir oparł swoją sztukę Jak wam się podoba. Opowieść Lodge'a przełożył na język polski Juliusz Kydryński.
Zobacz też: Oenone and Paris